# Biblioteca de la Universidad de Gotemburgo
La biblioteca de la Universidad de Gotemburgo (en sueco: Göteborgs universitetsbibliotek) consiste en diez bibliotecas independientes, incluidos los Centros de Recursos de Aprendizaje. La Biblioteca de la Universidad de Gotemburgo es una de las bibliotecas de investigación más frecuentadas de Suecia, con 1,6 millones de visitas al año.
Es un lugar de encuentro para estudiantes, profesores e investigadores de la Universidad. Además de esto, la Biblioteca es una institución cultural para los ciudadanos de Gotemburgo, así como una fuente de conocimientos y de la cultura, abierta y accesible para el público en general.
En la biblioteca de la Universidad de Gotemburgo también se puede encontrar la KvinnSam, una Biblioteca Nacional de Recursos para los estudios de género.